# Baba (přírodní památka, Hluboká nad Vltavou)
Baba je přírodní památka v okrese České Budějovice, přibližně dva kilometry severně od Hluboké nad Vltavou, na levém břehu Vltavy. Je v katastrálním území Hluboká nad Vltavou a má rozlohu 2,69 ha.
Území přírodní památky Baba se překrývá s evropsky významnou lokalitou Natura 2000 a ptačí oblastí Hlubocké obory.
Součástí chráněného území jsou místní skalní útvary a maloplošné sutě. Tyto tvary byly vymodelovány říční erozí a periglaciálním zvětráváním. Skalní podloží je tvořeno biotit-muskovitickou žulou s výskytem turmalínů v hornině.
Na vrcholu Baby se v nadmořské výšce 435–449 metrů nachází zbytky stejnojmenného hradiště s nálezy ze starší a pozdní doby bronzové. Většina památky leží ve Staré oboře. První zmínku o hradišti publikoval český geolog, paleontolog a amatérský archeolog Jan Nepomuk Woldřich v roce 1883. Na lokalitě se vyskytuje zplanělý náprstník červený. Z pohledu entomologie se zde vyskytuje roháč obecný (Lucanus cervus) a na této lokalitě byl poprvé v Čechách zaznamenán výskyt kovaříka čtyřtečného (Ampedus quadrisignatus).